# Dmytro Firtasch

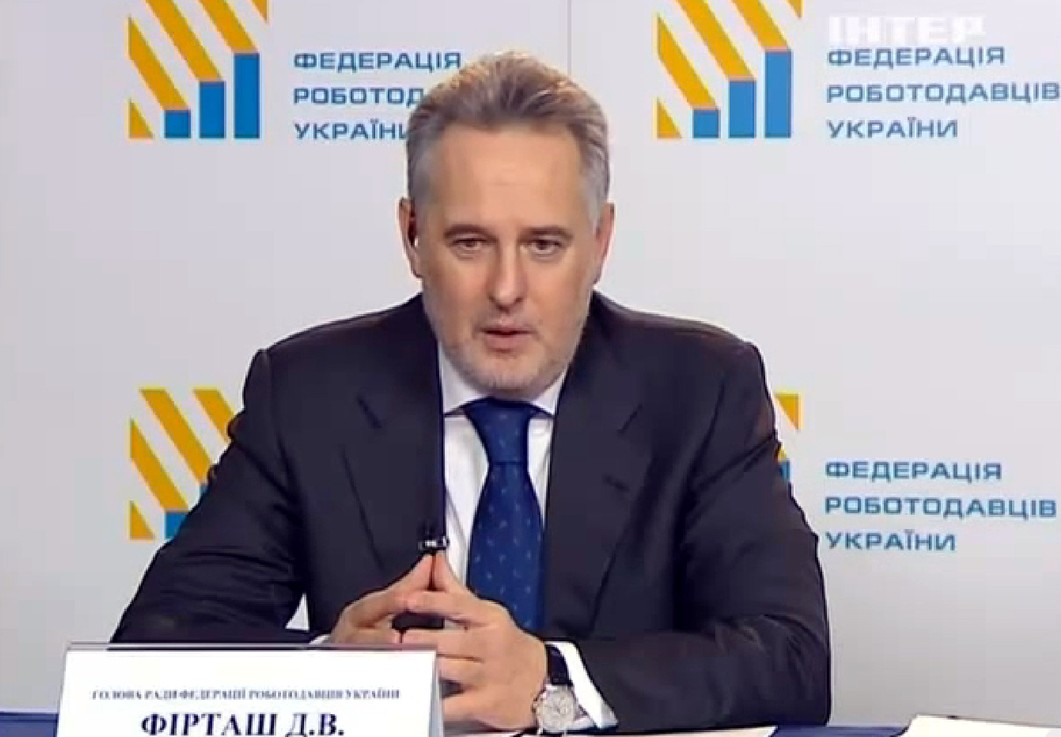
Dmytro Firtasch

Dmytro Wassyljowytsch Firtasch (* 2. Mai 1965 in Bohdaniwka (heute Synkiw im Rajon Salischtschyky), Ukrainische SSR, Sowjetunion) ist ein ukrainischer Unternehmer und Investor, Vorsitzender des Aufsichtsrats der Group DF und Vorsitzender der Vereinigung der Arbeitgeberverbände der Ukraine. Firtasch gilt mit einem im März 2014 auf 10 Milliarden Euro geschätzten Vermögen als einer der reichsten Ukrainer und wird zu den Oligarchen gerechnet, da er, insbesondere während der Präsidentschaft von Wiktor Janukowytsch, über einen großen politischen Einfluss in der Ukraine verfügte.
Firtasch ist im Erdgas-, Chemie-, Medien- und Bankensektor tätig und unterhält enge Kontakte nach Russland. Anfang 2015 wurde er als Initiator eines Plans der Agentur zur Modernisierung der Ukraine bekannt, die 300 bis 500 Mrd. Euro aufbringen möchte.

## Leben
Seine Schulbildung schloss Firtasch 1984 am Eisenbahn-Technikum von Krasnyj Lyman in der Oblast Donezk ab und erhielt einen Abschluss von der Nationalen Akademie für Innere Angelegenheiten der Ukraine. Er leistete seinen Wehrdienst von 1984 bis 1986 in der sowjetischen Armee. Nach seiner Zeit im Militär war er einige Jahre Feuerwehrmann in Tscherniwzi.
Seit dem Jahr 2000 ist Firtasch im Erdgasgeschäft tätig, unter anderem als Zwischenhändler für russisch-turkmenische Gaslieferungen in die Ukraine. Im Jahr 2001 gründete er die in Ungarn ansässige Firma „Eural TG“, welche Transitgeschäfte bei Erdgaslieferungen aus Russland an die Ukraine abwickelte. Im Jahr 2004 wurde dieses Unternehmen liquidiert.
Seit den Jahren 2005–2009 ist RosUkrEnergo der Zwischenhändler für die Gaslieferungen Russlands an die Ukraine, Firtasch hält 45 % der Anteile dieses Unternehmens. Da ein Teil des aus Russland importierten Gases auf dem Weltmarkt mit Gewinn weiterverkauft wird, gilt das Erdgasgeschäft als äußerst lukrativ, aber auch als politisch sehr heikel und konfliktträchtig (siehe Russisch-ukrainischer Gasstreit).
Firtasch hatte bereits mit dem ehemaligen ukrainischen Präsidenten Wiktor Juschtschenko ein gutes Einvernehmen und galt lange als ein einflussreicher Verbündeter des ehemaligen Präsidenten Wiktor Janukowytsch. Umgekehrt gilt die frühere Ministerpräsidentin Julija Tymoschenko als seine erbitterte Gegnerin. Tymoschenko hatte Firtasch vorgeworfen, er sei zeitweise Geschäftspartner bzw. der Strohmann für den Mafiaboss Semjon Mogilewitsch gewesen.
Dmytro Firtasch gilt als einer der reichsten Männer der Ukraine, ein großer Teil seiner Unternehmen sind mittlerweile in der „Group DF“ zusammengefasst, deren Sitz sich in Wien befindet. Firtaschs Vermögen wurde im März 2014 auf über 10 Milliarden Dollar geschätzt.
Am 17. Februar 2012 wurde Firtasch von Präsident Janukowytsch zum Chef des Nationalen Trilateralen Sozialwirtschaftsrates ernannt, eines Beratungsgremiums der Präsidialverwaltung der Ukraine.
Am 1. Februar 2013 erwarb Firtasch 100 Prozent der Aktien der Inter Media Group Limited. Hiermit wurde er u. a. Eigentümer des Fernsehkanals Inter (Інтер), der als populärster Sender der Ukraine gilt. Über die Umstände und Hintergründe dieser Transaktion wurde in ukrainischen Medien spekuliert.
Im Rahmen der Proteste des Euromaidan rückte Firtasch Medienberichten zufolge von der Unterstützung der Regierung Janukowytsch ab. Wiederholt wurde Firtasch nachgesagt, die Partei Udar des ehemaligen Boxweltmeisters Vitali Klitschko zu unterstützen. Klitschko bestritt hingegen eine Unterstützung durch Firtasch. Es wurde jedoch bekannt, dass sich Petro Poroschenko und Klitschko mit Firtasch Ende März 2014 in Wien trafen und – so Beobachter – um Unterstützung warben.
2014 erwarb Firtasch das Gebäude der ehemaligen Brompton-Road-U-Bahn-Station für 53 Millionen Pfund.

## Festnahme in Österreich auf Betreiben der USA
Am 12. März 2014 wurde Firtasch am Sitz seiner österreichischen Firmenniederlassung in Wien festgenommen; Grundlage war ein 2013 erlassener Haftbefehl eines US-Bundesbezirksgerichtes auf der Basis des Foreign Corrupt Practices Act wegen Verdachts auf Bestechung und Mitgliedschaft in einer kriminellen Vereinigung. Das FBI hatte seit 2006 gegen Firtasch ermittelt. Am 21. März 2014 wurde Firtasch gegen eine Kaution von 125 Millionen Euro auf freien Fuß gesetzt, die höchste Kautionssumme in der österreichischen Rechtsgeschichte. In Österreich selbst gab es keine Ermittlungen gegen ihn. Die US-Regierung fordert von Österreich seine Auslieferung und betonte, die Strafverfolgung habe nichts mit dem politischen Umsturz in der Ukraine zu tun. Medienberichten zufolge wird Firtasch von der US-Justiz vorgeworfen, im Zusammenhang mit einem Titanförderprojekt 18,5 Millionen US-Dollar Schmiergeld über US-Banken an offizielle Amtsträger in Indien gezahlt zu haben. Firtasch bestreitet diese Vorwürfe. Seine Verhaftung sei eine politisch motivierte Aktion der USA im Zusammenhang mit der Annexion der Krim durch Russland gewesen.
Die Richter des Landesgerichts für Strafsachen in Wien begründeten ihre Entscheidung damit, dass das Auslieferungsbegehren der USA gegen den 49-jährigen ukrainischen Geschäftsmann „auch politisch motiviert“ sei. Das Gericht stellte zudem in seiner Urteilsbegründung fest, dass bestimmte Unterlagen zu zentralen Fragestellungen von den Vereinigten Staaten nicht übermittelt worden seien.
Firtasch hatte die gegen ihn vorgebrachten Bestechungsvorwürfe stets zurückgewiesen und die von den USA initiierten Ermittlungen als „politisch motiviert“ bezeichnet. Die Schmiergeldvorwürfe seien „völlig absurd“. Um seine Überstellung an die US-Justiz zu verhindern, hatte er eine ganze Armada von Anwälten beschäftigt.
Die französische Tageszeitung Le Monde deutete Firtaschs Verhaftung drei Tage vor dem Referendum auf der Krim als eine Warnung der USA an die russischen Eliten.
Zurückweisung des Auslieferungsersuchens am 30. April 2015
Am 30. April 2015 entschied das Wiener Landesgericht, dass Firtasch nicht an die USA ausgeliefert wird, da bestimmte Unterlagen von den USA nicht übermittelt worden seien und das Auslieferungsbegehren der USA gegen ihn „auch politisch motiviert sei“. Die US-amerikanische Staatsanwaltschaft legte über die österreichische vertretende Staatsanwaltschaft Beschwerde gegen diese Entscheidung ein. In der Verhandlung wurden zum politischen Hintergrund der Vorwürfe auch Leonid Krawtschuk, Serhij Ljowotschkin und Jurij Bojko als Zeugen gehört. Zu den Verteidigern gehörte Ex-Justizminister Dieter Böhmdorfer. Der Richter führte in seiner Urteilsbegründung aus: „Amerika betrachtete Firtasch offensichtlich als jemanden, der ihre wirtschaftlichen Interessen bedrohte“. Es habe aber auch an Beweismitteln gefehlt, was sogar die vertretende Staatsanwaltschaft einräumte. Der Richter bezweifelte bei den von der US-Justizbehörde übermittelten schriftlichen Zeugenaussagen gegen Firtasch, dass diese Zeugen möglicherweise gar nicht existierten, weil die Justizbehörde mehrfach die erbetene Auskunft zu ihrer Identität verweigert habe. Die Zeugenaussagen waren anonym und unvollständig und die amerikanischen Behörden hatten sich geweigert, die Zeugenaussagen vollständig zu übermitteln und Zeugenaussagen vor Gericht zu ermöglichen. Die New York Times beurteilte das Verfahren als "vernichtende Rüge der Justiz- und Staatsbehörden", die sogar aus der Sicht eines europäischen Verbündeten die verminderte Glaubwürdigkeit der Behörden der Vereinigten Staaten deutlich mache.
Zulassung der Auslieferung am 21. Februar 2017
Am 21. Februar 2017 erklärte das Oberlandesgericht Wien Firtaschs Auslieferung an die Vereinigten Staaten für zulässig. Festgenommen wurde er aufgrund eines europäischen Haftbefehls Spaniens. Laut der spanischen Justiz soll er Geldwäsche durch Immobiliengeschäfte und über Restaurants im Wert von zehn Millionen Euro betrieben haben.
Das Oberlandesgericht Wien hat am 19. Dezember 2017 dem spanischen Auslieferungsantrag für Firtasch nicht stattgegeben. Die Entscheidung ist rechtskräftig. Firtasch wird von der spanischen Justiz Geldwäscherei und Beteiligung an einer kriminellen Vereinigung vorgeworfen.
Nach einer Entscheidung des Obersten Gerichtshofs (OGH) vom 25. Juni 2019 kann Firtasch an die USA ausgeliefert werden. Das Gericht bestätigte die Entscheidung des Wiener Oberlandesgerichts. Obwohl der Justizminister der Auslieferung zugestimmt hat, darf Firtasch weiter in Österreich bleiben. Die Verteidigung hat einen Wiederaufnahmeantrag eingereicht, dem ein Wiener Richter aufschiebende Wirkung zuerkannt hat.